# Aedes alektorovi
Aedes alektorovi är en tvåvingeart som beskrevs av Stackelberg 1943. Aedes alektorovi ingår i släktet Aedes och familjen stickmyggor. Inga underarter finns listade i Catalogue of Life.